# قشلاق قراخانلو
قشلاق قراخانلو هي قرية في مقاطعة كليبر، إيران. عدد سكان هذه القرية هو 31 في سنة 2006.